# 1-й армійський корпус (США)
1-й армійський корпус (США) (англ. I Corps (United States) — військове об'єднання, армійський корпус у складі армії США. Брав активну участь у боях Першої і Другої світових та Холодної війн. У ході обох світових воєн корпус бився на найзагрозливіших театрах дій: у роки Першої світової — на Західному фронтові, у Франції, у роки Другої — на Тихоокеанському театрі війни. За часів Холодної війни, корпус брав участь у війні в Кореї та локальних конфліктах. 1-й армійський корпус брав безпосередню участь у бойових діях під час вторгнення в Ірак у 2003 році. На початок XXI століття корпус дислокується на західному узбережжі США і є ключовим формування Тихоокеанської армії, найпотужнішим формуванням американської армії в Азійсько-Тихоокеанському регіоні.

## Історія з'єднання

### Перша світова війна
1-й армійський корпус американської армії був організований і активований 15–20 січня 1918 року у Нефшато, Франція, одним з перших з кількох формувань Американських експедиційних сил в Європі під час Першої світової війни. У лютому корпус складався з 1-ї, 2-ї, 26-ї, 32-ї, 41-ї та 42-ї піхотних дивізій. З 18 липня по 6 серпня 1918 року війська корпусу вперше взяли участь у наступальній операції, активно діючи в Другій битві на Марні. Після короткого періоду в оборонних боях у Шампані та Лотарингії у період з 7 серпня по 11 вересня корпус брав участь у наступу на Сен-Мієль 12 вересня. Наприкінці вересня його частини билися у Мез-Аргоннській операції. З цього часу і до 11 листопада 1918 року, коли закінчилася війна, I корпус постійно рухався вперед.
За час Першої світової війни до складу I корпусу в різні періоди входили 1-ша, 2-га, 3-тя, 4-та, 5-та, 6-та, 26-та, 28-ма, 32-га, 35-та, 36-та, 41-ша, 43-тя, 77-ма, 78-ма, 80-та, 82-га, 90-та, 91-ша та 92-га піхотні дивізії. Корпусу також підпорядковувалися французькі 62-га, 167-ма піхотні та 5-та кавалерійська дивізії. 25 березня 1919 року корпус деактивований.

### Друга світова війна
13 жовтня 1927 року XX корпус американської армії був перейменований у I корпус, але мав у своєму складі другорядні частини й фактично штаб корпус залишався поза підготовки до ведення воєнних дій. 1 листопада 1940 року I корпус був відновлений у Колумбії, Південна Кароліна.
6 липня 1942 року генерал-лейтенант Роберт Ейчелбергер прийняв на себе командування корпусом, яким він керував протягом більшої частини служби на війні. 17 жовтня 1942 року корпус прибув до австралійського Рокгемптона. Корпус на цей час складався з 41-ї та 32-ї дивізій, що брали участь у обороні Британської Нової Гвінеї, першої з кампаній за Нову Гвінею. Війська корпусу вели обороні бої, і як тільки загроза японського вторгнення в Австралію знизилася, I корпус розпочав наступ, щоб вибити японців із займаних островів. Його сили, пізніше посилені австралійською 7-ю дивізією, воювали в битві за Буна-Гона. Незважаючи на те, що вони були оточені, потрапили в пастку та їх переважали чисельністю війська союзників, японські формування продовжували воювати, поки не були повністю знищені силами країн антигітлерівської коаліції. Кампанія стала першою великою перемогою союзників над японською армією, і I корпус отримав Президентську відзнаку за заслуги. Ця перемога стала поворотним моментом у наземній війні проти Японії.
Після цієї кампанії I корпус повернувся до Рокгемптона, де брав участь у підготовці військ союзників, які почали прибувати до цього району для ведення наступальних операцій. З лютого 1943 до березня 1944 р. I корпус готувався до свого наступного призначення — операції «Картвіл». Цією місією було захоплення Голландії на північному узбережжі Нідерландської Нової Гвінеї; підрозділами, виділеними корпусу для виконання цього завдання, були 24-та та 41-ша піхотні дивізії. В результаті боїв уся японська 18-та армія була відрізана від своїх головних сил і врешті була розгромлена. Після цієї кампанії корпус керував захопленням острова Біак, який був необхідним плацдармом для наступного вторгнення на Філіппінські острови. 20 серпня генерал-майор Інніс Свіфт змінив генерала Ейчелбергера на посаді командувача корпусом.
У контексті підготовки до вторгнення на Філіппіни корпус увійшов до складу 6-ї армії генерала Вальтера Крюгера. 9 січня 1945 року I корпус успішно висадився на узбережжі затоки Лінґайєн у Північному Лусоні, утворивши плацдарм для висадки головних сил морського десанту. Діючи у складі 6-ї армії загальною силою 175 000 чоловік, американці билися з понад 260 000 японців на Лусоні. Бої тривали понад 34 днів. Подолавши понад 100 миль, I корпус з боями перетнув центральний Лусон і відрізав японські сили на півночі від сил на півдні острову. Маніла була знову захоплена союзниками після важких боїв, наслідком яких стало руйнування міста.
Після завершення боїв на Філіппінах союзники почали підготовку до вторгнення на материкову Японію, операції «Даунфол». I корпус був призначений одним із чотирьох корпусів під командуванням 6-ї армії, чисельністю 14 дивізій. I корпус мав очолити штурм Міядзакі на півдні Кюсю з 25-ю, 33-ю та 41-ю піхотними дивізіями. Але, Японія капітулювала й вторгнення на Японські острови було скасоване.
Під час Другої світової війни у складі корпусу діяли 6-та, 8-ма, 9-та, 24-та, 25-та, 30-та (під час навчання тільки в США), 32-га, 33-тя, 37-ма, 41-ша, 43-тя, 77-ма та 98-ма піхотні дивізії. Також до корпусу протягом війни входили 2-га дивізія морської піхоти, 7-ма австралійська дивізія та підрозділи 11-повітрянодесантної дивізії.
Після закінчення бойових дій I корпус виконував окупаційні завдання в Японії. До 1948 року, коли головна мета окупаційної місії була виконана, війська корпусу практично завершили завдання щодо проведення заходів бойової підготовки й почався період скорочення з'єднань корпусу. Врешті залишилися 24-та піхотна дивізія на острові Кюсю та 25-та піхотна дивізія у середині Хонсю. 28 березня 1950 року корпус був офіційно деактивований у Японії, а його командування об'єдналося з іншими підрозділами
Однак, вже за кілька місяців почалася Корейська війна, і підрозділи з Японії почали перекидати терміново до Південної Кореї. 8-ма американська армія, на яку припала відповідальність за втручання в конфлікт, офіційно запросила розгортання штабів трьох корпусів у Командування ООН. 2 серпня 1950 року I корпус був відновлений у Форт Брегг, Північна Кароліна.
27 серпня перші підрозділи штабу корпусу прибули до так званого Пусанського периметру. Штаб, який отримав назву «Оперативна група Джексона», взяв під свій контроль I корпус Армії Республіки Корея, 21-шу полкову бойову групу та 3-тю батальйонну бойову групу 9-го піхотного полку. 12 вересня корпус під командуванням генерал-лейтенанта Френка В. Мілберна набув оперативної спроможності, діючи на Пусанському периметрі. Під його командуванням також були американські 1-ша кавалерійська і 24-та піхотна, корейська 1-ша піхотна дивізії і 27-ма бригада Британської Співдружності, які обороняли район річки Нактонг від північнокорейських агресорів.
10 вересня розпочалася висадка десанту в Інчхоні X корпусу, який завдав удар з тилу по силах Північнокорейської Народної Армії, що дозволило І корпусу прорватися з периметра навколо Пусана, починаючи з 16 вересня. Через чотири дні війська I корпусу розпочали загальний наступ на північ, долаючи спротив північнокорейських військ, на з'єднання з силами 7-ї піхотної дивізії, що наступала на південь від узбережжя. Сторони з'єдналися 26 вересня південніше Сувона, відрізавши та знищивши противника. Наступ продовжився на північ, повз Сеул і 1 жовтня через 38-му паралель на територію Північної Кореї. Наступ успішно тривав, але несподівано для американського командування у війну на боці Північної Кореї вступили так звані Китайські добровольці, зробивши свої перші атаки наприкінці жовтня. До кінця жовтня місто Чонджу, що за 64 км від китайсько-корейського кордону по річці Ялу в Північній Кореї, було захоплено.
В подальшому корпус брав участь у бойових діях Корейської війни, вів ар'єградні бої під час відступу військ ООН з території Північної Кореї, бився в операціях «Тандерболт», «Кіллер» тощо. Після перемир'я 1953 року утриманням Корейської демілітаризованої зони займалися армії Південної Кореї та США. Східну половину кордону обороняли корейські регулярні війська, тоді як I корпус взяв на себе відповідальність за західну частину зони. Протягом наступних 18 років корпус контролював ситуацію на ДМЗ, лише випадкові інциденти траплялися з КНА. У 1971 році, згідно з політикою розрядки Ніксона, 7-ма піхотна дивізія була виведена з території Південної Кореї, залишивши 2-гу піхотну дивізію єдиним формуванням армії США в Кореї. I корпус залишався в Кореї у складі двох дивізій до 1972 року, коли він був скорочений і був замінений у 1982 році армією Республіки Корея.